# Henry Howard (2e comte d'Effingham)
Pour les articles homonymes, voir Henry Howard et Howard.
Henry Howard, 2e comte d'Effingham, (23 août 1806 – 5 février 1889), titré Lord Howard de 1837 à 1845, est un pair britannique et membre du Parlement.

## Biographie
Howard est le fils aîné du général Kenneth Howard (1er comte d'Effingham), de son premier mariage avec Charlotte Primrose, fille de Neil Primrose, 3e comte de Rosebery. Il fait ses études à Harrow.
Howard reçoit une commission d'enseigne dans le 58e (Rutlandshire) régiment d'infanterie le 21 juillet 1825 et devient lieutenant le 14 mai 1826. Le 9 novembre 1830, il est capitaine dans le 10e (North Lincoln) régiment d'infanterie, démissionnant de sa commission le 29 novembre 1833. Il est élu à la Chambre des communes pour Shaftesbury en 1841, siège qu'il occupe jusqu'en 1845, lorsqu'il succède à son père dans le comté et entre à la Chambre des lords. Le 17 février 1845, il est nommé lieutenant adjoint du Wiltshire et, le 14 mars 1853, lieutenant adjoint du West Riding of Yorkshire.

## Famille
Lord Effingham épouse Eliza Drummond, fille du général Gordon Drummond, en 1832. Ils ont plusieurs enfants: 
- Blanche Eliza Howard (16 juin 1834-1840).
- Maria Howard (3 août 1835-14 janvier 1928).
- Henry Howard, 3e comte d'Effingham (1837–1898).
- Frederick Charles Howard (21 juin 1840-26 octobre 1893), épouse le 3 juin 1871 Constance Eleanora Caroline, fille de George Finch-Hatton (11e comte de Winchilsea), dont: 
  - Gordon Howard, 5e comte d'Effingham (1873–1946).
  - Algernon George Mowbray Frederick Howard (15 septembre 1874 - 7 mai 1950).
- Alice Howard (8 mars 1843-27 novembre 1932).
- Kenneth Howard (14 juin 1845-21 janvier 1903), commis au ministère des Affaires étrangères.

Il meurt en février 1889, âgé de 82 ans, et son fils aîné Henry lui succède comme comte. La comtesse d'Effingham est décédée en février 1894.